# Município de Paint (condado de Ross, Ohio)
O município de Paint (em inglês: Paint Township) é um município localizado no condado de Ross no estado estadounidense de Ohio. No ano de 2010 tinha uma população de 1.363 habitantes e uma densidade populacional de 14,56 pessoas por km².

## Geografia
O município de Paint encontra-se localizado nas coordenadas 39° 16′ 31″ N, 83° 19′ 09″ O. Segundo a Departamento do Censo dos Estados Unidos, o município tem uma superfície total de 93.62 km², da qual 92,04 km² correspondem a terra firme e (1,68 %) 1,57 km² é água.

## Demografia
Segundo o censo de 2010, tinha 1.363 habitantes residindo no município de Paint. A densidade populacional era de 14,56 hab./km². Dos 1.363 habitantes, o município de Paint estava composto pelo 96,99 % brancos, o 0,81 % eram afroamericanos, o 0,44 % eram amerindios, o 0,22 % eram asiáticos, o 0,07 % eram de outras raças e o 1,47 % eram de uma mistura de raças. Do total da população o 0,59 % eram hispanos ou latinos de qualquer raça.